# Ридланд (Кентаки)
Ридланд (енгл. Reidland) насељено је место без административног статуса у америчкој савезној држави Кентаки.

## Демографија
По попису из 2010. године број становника је 4.491, што је 138 (3,2%) становника више него 2000. године.
| Група             | 2000.         | 2010.         |
| Белци             | 4.246 (97,5%) | 4.233 (94,3%) |
| Афроамериканци    | 13 (0,3%)     | 97 (2,2%)     |
| Азијати           | 31 (0,7%)     | 37 (0,8%)     |
| Хиспаноамериканци | 28 (0,6%)     | 59 (1,3%)     |
| Укупно            | 4.353         | 4.491         |